# Estrella de Casablanca
Estrella Deportiva Juvenil de Casablanca ( árabe  : نجم الشباب الرياضي البيضاوي ), más comúnmente abreviado como Estrella, es un club de fútbol marroquí fundado en 1942 con el nombre de Deportivo Club Tres Estrellas , con sede en la ciudad de Casablanca .en el Estadio Père Jégo.

## Historia
Fundado en 1942 con el nombre de Sporting Club Trois Étoiles en el Imperio jerifiano, en la época del Protectorado francés en Marruecos por un grupo de nacionalistas, el club, cuya sede estaba en el barrio de Derb Ghalef de Casablanca , atraía a los aficionados al fútbol de esta parte de la ciudad.

### Fundadores
Entre los fundadores marroquíes del club, Mohamed Ben Hamou El Fakhri , un combatiente de la resistencia desde sus inicios, había logrado, a principios de la década de 1940 , reunir a su alrededor a los tres clubes del distrito de Derb Ghalef y unificarlos formando un equipo con vocación militante. Dotado de un gran carisma, El Fakhri se consolidó como presidente del club y líder político. Entró en el vestuario con su metralleta y amenazó a los jugadores de su equipo que se negaron a jugar. En 1946 , el Etoile tuvo que llegar a la final de la Copa de Marruecos , donde fue derrotado por AS Police por dos goles a uno. Tras la independencia del país en 1956 , entró en conflicto con las autoridades tras negarse a deponer las armas como miembro del Ejército de Liberación .
Tras 17 años de existencia, el Étoile logró batir un récord inesperado en el Championship. Durante su primera participación en la primera división, en la temporada 1958-1959 , se alzó con el título. Esta primera y única coronación en la historia del Étoile es la culminación de varios años de trabajo de los fundadores del club.
Poco a poco, las relaciones entre el presidente del Étoile, Mohamed Ben Hamou El Fakhri, y el príncipe heredero Moulay Hassan también se deterioraron. En 1963 , en plena crisis política entre Hassan II y la izquierda marroquí, El Fakhri fue arrestado en el distrito de Maârif , al día siguiente de un partido entre su equipo. Ese mismo día fue trasladado a la prisión de Kenitra , donde fue asesinado a tiros tres días después. La temporada siguiente, el club descendió a segunda división y no se recuperaría de la desaparición de su presidente.
En total, el club pasó 10 temporadas en la 1ª  división marroquí y por última vez en D1 durante la temporada 1978/1979.
Y en Marruecos, este club es un referente en la formación de jóvenes jugadores.

## Palmares
- Campeonato de Marruecos : 1

1959